# بي البداية
بي: البداية  (بالإنجليزية: B: The Beginning) هي سلسلة  أونا أنمي أنتَجها برودكشن آي جي وإخراج كازوتو ناكازاوا ويوشيكي ياماكاوا. السلسلة الأُولى ظهرت  في 2 مارس 2018 في جميع أنحاء العالم على نتفليكس. كما أعلنت نتفليكس عن حصول الأنمي على موسم ثاني من دون تحديد موعد العرض. 

## القصة
في عالم مدعوم من التكنولوجيا المتقدمة، الجريمة والعمل يتجلّيان في أُمّة الأرخبيل كريمونا. كيث، المحقّق الأسطوري لـمنظمة آر آي إس وهي خِدمة التّحقيق الملكي. وتتواجد منظمة غامضة إجرامية، مجموعة واسعة من الشخصيات السفّاحين، يقومون بجرائم بشِعة وقتل النّاس، كما يبحثون عن الملك ذو الأجنحة السوداء الذي هو الفتى كوكو، الذي يصارع من أجل مصيره.

## الأداء الصوتي
| الشخصية          | الأداء الصوتي           |
| ---------------- | ----------------------- |
| كيث كازما فليك   | هيرواكي هيراتا          |
| كوكو             | يوكي كاجي               |
| ليلي هوشينا      | أسامي سيتو              |
| إريك توجا        | هيروكي توتشي            |
| بوريس ماير       | مينورو إينابا           |
| كايلا يوشيناغا   | أليجرا كلارك            |
| براين براندون    | توشيوكي تويوناغا        |
| ماريو            | إيشيهارا شينتارو تاناكا |
| جان هنري ريتشارد | اتسوشي غوتو             |
| جيلبرت روس       | توشيوكي موريكاوا        |
| مايناتسوكي       | كايتو ايشيكاوا          |

## الإنتاج
نيتفليكس أعلنت عن السّلسلة في 25 فبراير 2016 مشيرا إلى أن سلسلة مُتكونة من 12 حلقة ولأول مرّة في 190 بلدًا في جميع أنحاء العالم. كان في الأصل بعنوان العظام المثالية. واتضح لاحقًا أنه بي البداية. كازوتو ناكازاوا قام بتوجيه السلسلة وتصميم الشخصيات بينما أيضًا يعمل كمُشرف على الرسوم المتحركة، يوشيكي ياماكاوا أيضا وجّه السلسلة بجانب ناكازاوا، كاتسويا إيشيدا كتب المخطوطات، يوشيهيرو آيك عمل بتأليف الموسيقى. أغنية «العالم المثالي» كان يؤديها مارتي فريدمان بالتعاون مع «رجل في مهمة» المطرب جان كين جوني، وعازف الإيتار كينكين، كوجي فوجيموتو. السلسلة عرضت لأوّل مرّة في 2 مارس 2018، بجميع الحلقات الإثني عشر.
تم الإعلان عن حصول السلسلة على موسم ثاني قيد الإنتاج حاليا.

## الحلقات
| رقم | العنوان     | إخراج                            | كتابة          | العرض الأصلي |
| --- | ----------- | -------------------------------- | -------------- | ------------ |
| 1   | "الحلقة 1"  | كازوتو ناكازاوا ويوشيكي ياماكاوا | كاتسويا إيشيدا | 2 مارس 2018  |
| 2   | "الحلقة 2"  | كازوتو ناكازاوا ويوشيكي ياماكاوا | كاتسويا إيشيدا | 2 مارس 2018  |
| 3   | "الحلقة 3"  | كازوتو ناكازاوا ويوشيكي ياماكاوا | كاتسويا إيشيدا | 2 مارس 2018  |
| 4   | "الحلقة 4"  | كازوتو ناكازاوا ويوشيكي ياماكاوا | كاتسويا إيشيدا | 2 مارس 2018  |
| 5   | "الحلقة 5"  | كازوتو ناكازاوا ويوشيكي ياماكاوا | كاتسويا إيشيدا | 2 مارس 2018  |
| 6   | "الحلقة 6"  | كازوتو ناكازاوا ويوشيكي ياماكاوا | كاتسويا إيشيدا | 2 مارس 2018  |
| 7   | "الحلقة 7"  | كازوتو ناكازاوا ويوشيكي ياماكاوا | كاتسويا إيشيدا | 2 مارس 2018  |
| 8   | "الحلقة 8"  | كازوتو ناكازاوا ويوشيكي ياماكاوا | كاتسويا إيشيدا | 2 مارس 2018  |
| 9   | "الحلقة 9"  | كازوتو ناكازاوا ويوشيكي ياماكاوا | كاتسويا إيشيدا | 2 مارس 2018  |
| 10  | "الحلقة 10" | كازوتو ناكازاوا ويوشيكي ياماكاوا | كاتسويا إيشيدا | 2 مارس 2018  |
| 11  | "الحلقة 11" | كازوتو ناكازاوا ويوشيكي ياماكاوا | كاتسويا إيشيدا | 2 مارس 2018  |
| 12  | "الحلقة 12" | كازوتو ناكازاوا ويوشيكي ياماكاوا | كاتسويا إيشيدا | 2 مارس 2018  |

## روابط خارجية
- بي البداية على موقع IMDb (الإنجليزية)
- بي البداية على موقع نتفليكس (الإنجليزية)
- بي البداية على موقع فيلمافينيتي (الإسبانية)
- بي البداية على موقع كينوبويسك (الروسية)
- بي البداية على موقع ألو سيني (الفرنسية)
- بي البداية على موقع قاعدة بيانات الفيلم (الإنجليزية)
- بي البداية على موقع ANN anime (الإنجليزية)
- بي البداية على موقع ANN anime (الإنجليزية)